# Кодекс 066
Кодекс 066 (Gregory-Aland), α 1000 (Soden) — унциальный манускрипт VI века на греческом языке, содержащий текст Деяний Апостолов 28,8-17 на одном пергаментном листе (25 x 20 см). Текст на листе расположен в две колонки, 25 строк в колонке. Палимпсест. Верхний текст палимпсеста содержит грузинский календарь.

## Особенности рукописи
Греческий текст рукописи отражает западный тип текста и отнесен к III категории Аланда.
Рукопись хранится в Российской национальной библиотеке (Gr. 6 II, fol 4) в Санкт-Петербурге.